# 薩爾·弗瑞里克
薩爾瓦托爾·麥可·弗瑞里克（英語：Salvatore Michael Frelick，2000年4月19日—），為美國職棒大聯盟的外野手，目前效力於密爾瓦基釀酒人。他在2023年登上大聯盟，並於2024年拿下金手套獎。

## 職業生涯
2021年大聯盟選秀，釀酒人在首輪第15順位選進弗瑞里克。2022年，他從高階1A開季，並在季中升上2A。整季他的打擊率為3成17，並敲出5轟與25分打點。
2023年，弗瑞里克從3A開季。由於Garrett Mitchell肩傷無法趕上開季，弗瑞里克原訂會在開幕戰登上大聯盟，但他也在春訓期間弄傷大拇指。他一直到7月22日才登上大聯盟，並在兩天後敲出大聯盟首轟。
2024年，他繳出2成59的打擊率並敲出2轟與32分打點。他的打擊初速是大聯盟最低，軟弱擊球比例則是大聯盟最高。

## 個人生活
弗瑞里克除了打球之外，日常生活還會寫詩。

## 國際賽
2023年世界棒球經典賽，弗瑞里克代表義大利出賽。

## 外部連結
- 球員資訊和成績在MLB，ESPN，Baseball-Reference，Fangraphs（英文）